# Tillsynsman
Tillsynsman är titeln för en tjänsteman anställd av Länsstyrelse eller Naturvårdsverket för att utöva tillsyn i naturskyddade områden såsom biotopskyddsområden, fågelskyddsområden, naturreservat och nationalparker.
I tillsynsmannens uppgifter ingår att informera allmänhet om naturvärden och föreskrifter i naturskyddade områden samt viss kontroll av jakt.

## Utbildning för tillsynsmän
För att få verka som tillsynsman i naturreservat och nationalpark skall man genomgå en utbildning i Naturvårdsverkets regi. Denna innehåller miljölagstiftning, jaktlagstiftning etc.